# Природные пожары в России в 2010 году

Солнце над Тверью утром 6 августа 2010 года

С конца июля по начало сентября 2010 года в России на всей территории сначала Центрального федерального округа, а затем и в других регионах России возникла сложная пожарная обстановка из-за аномальной жары и отсутствия осадков. Торфяные пожары Подмосковья сопровождались запахом гари и сильным задымлением в Москве и во многих других городах. По состоянию на начало августа 2010 года пожарами было охвачено около 200 тыс. га в 20 регионах России. Торфяные пожары были зафиксированы в Московской области, Свердловской, Кировской, Тверской, Калужской и Псковской областях. Сильнейшие пожары были в Московской, Рязанской, Нижегородской областях и Мордовии, где произошла настоящая катастрофа.

## Причины

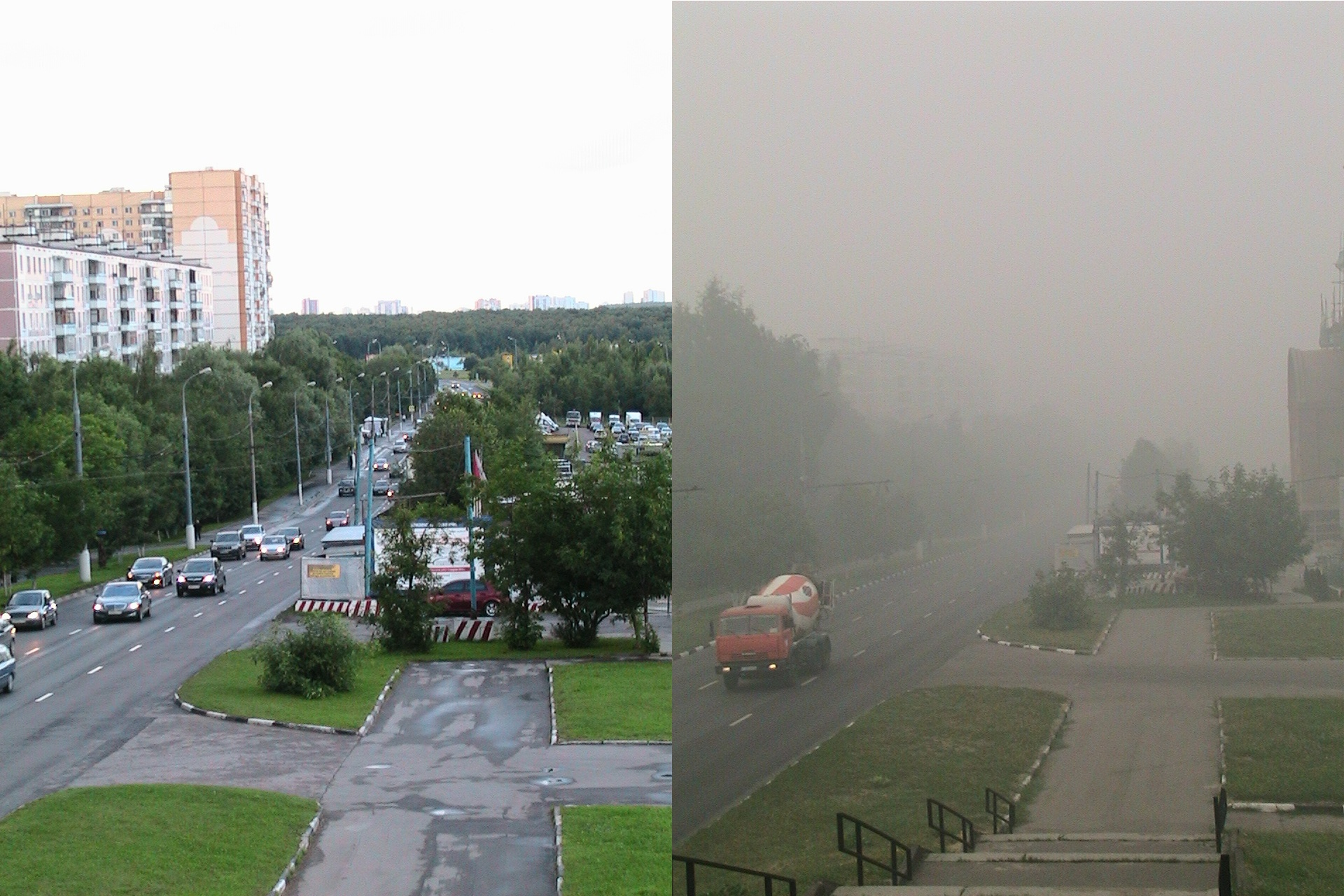
Москва, ул. Айвазовского (слева — 17 июня 2010, 20:22, до начала пожаров; справа — 7 августа 2010, 17:05)

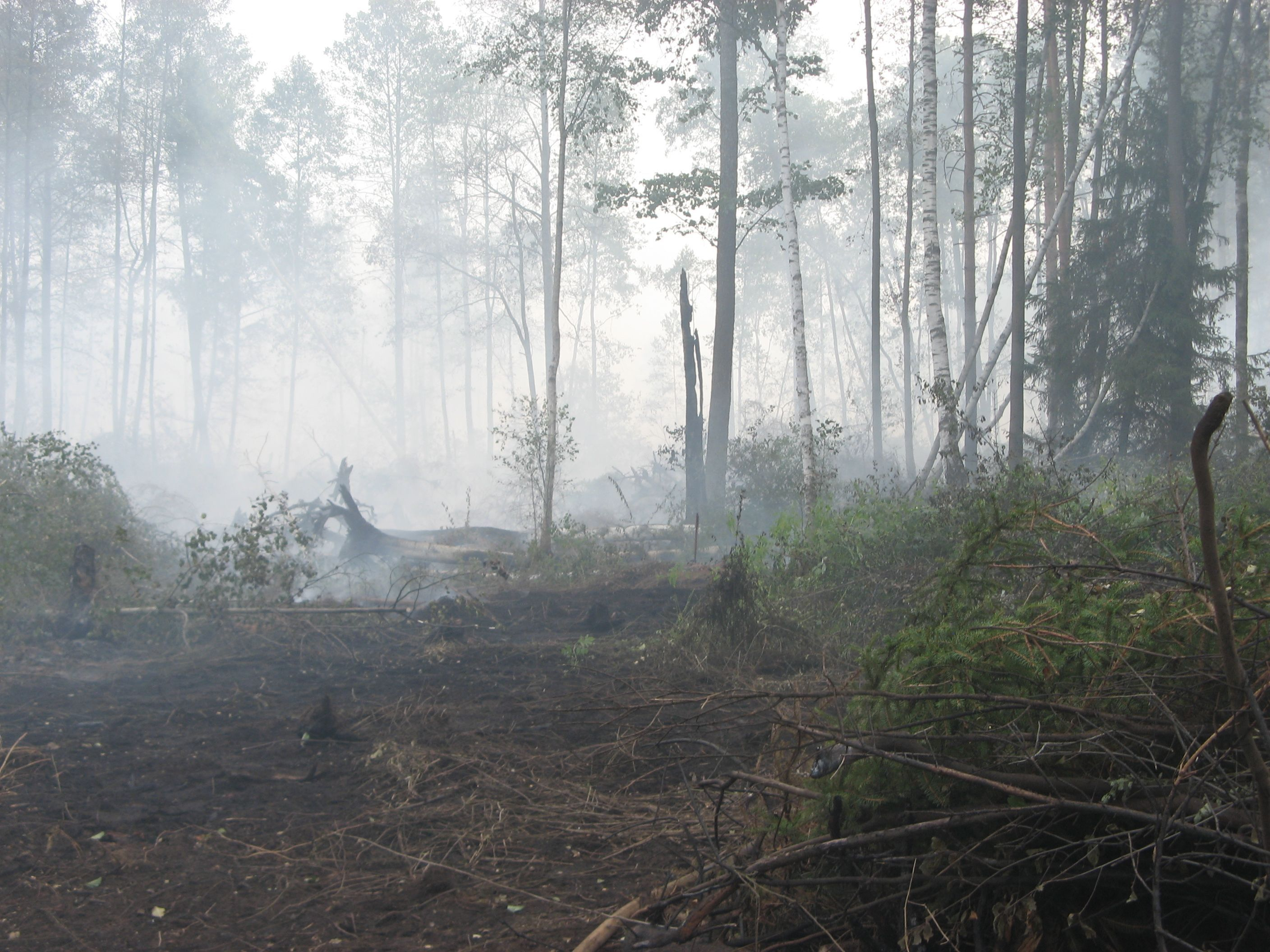
Лесо-торфяной пожар 14 августа 2010 года между садоводческими товариществами «Юбилейное» и «Ромашка» около города Рошаль, Шатурский район, Московская область.

Предполагают две основные причины сильных пожаров. Первая — продолжительная жара и засуха, начавшиеся местами ещё в мае, которые привели к высыханию растительности, из-за чего лесной пожар мог возникнуть от самого небольшого источника огня и легко перерасти в верховой пожар, охватывающий деревья целиком и двигающийся со скоростью до 30 км/ч. Вторая причина — слабая работа государственной лесной охраны, фактическая бесхозность и беспризорность больших участков леса.

### Осушенные болота
В 1920-е годы в рамках плана ГОЭЛРО проводилось осушение болот в Центральной России с целью добычи торфа — более доступного в то время топлива по сравнению с нефтью, газом и углём. В 1970—1980-е годы торф добывали для нужд сельского хозяйства Нечерноземья. После развала торфопредприятий торфоразработки оказались бесхозными. В настоящее время в связи с повышенной пожарной опасностью старых торфоразработок планируется обводнение торфяников в Московской области.

### Трудности тушения торфяного пожара
Тушение торфяных пожаров традиционными средствами невозможно. Обычно для локализации и тушения подземного торфяного пожара производят окапывание очага канавами шириной до одного метра и глубиной до минерального слоя или до насыщенного водой слоя торфа.:203
Похожая проблема массовых торфяных и лесных пожаров и удушливой гари в Центральной России в жаркую погоду сложилась в 1972 году, причём к ликвидации проблемы привели только наступившие после 24 августа 1972 г. дожди. Сухое и дымное лето также наблюдалось и в 2002 году.
Как утверждает профессор кафедры почвоведения и экологии почв Санкт-Петербургского государственного университета, сухой торф становится гидрофобным, что вызывает сложности при тушении огня водой: вода при тушении просачивается мимо торфа в глубину. В глубокие выгоревшие в торфяниках полости могут проваливаться люди и техника.
Для доставки воды к месту пожара применяют полевые магистральные трубопроводы (ПМТ).:205

### Самовозгорание торфа
Самовозгорание торфа происходит под действием микроорганизмов и воздуха, если влажность торфа меньше 40 %. Данный процесс может происходить исключительно в добытом торфе.

### Человеческий фактор
10 % торфяных пожаров приходятся на самовозгорание торфа, в иных случаях виновен «человеческий фактор»: окурки, спички. Этой же точки зрения придерживается координатор по сохранению торфяных болот Международного бюро по сохранению водно-болотных угодий Татьяна Минаева, утверждающая, что основной причиной торфяных пожаров как в 1972 году, так и сейчас, стал человеческий фактор: в частности, выброшенные из автомобилей непотушенные сигареты.

## Температурная инверсия
По мнению Гидрометеобюро Москвы и Московской области, дым к земле прибивала наблюдавшаяся в начале августа температурная инверсия. В нормальных условиях температура падает с высотой, однако в те дни была отмечена обратная зависимость — с ростом высоты от уровня земли температура росла. Это способствовало росту задымлённости — в приземном слое атмосферы высотой 600 м дым прижимался к земле.

## Хронология

### 19 июля
В Подмосковье за неделю с 12 по 18 июля произошли 109 торфяных пожаров на площади 200 га. При этом в среднем в регионе возникало 50 пожаров в день, а удавалось потушить в этот же день до 85—90 % из них. При тушении пожаров применялись средства авиации. В России за этот период были зарегистрированы 1178 очагов природных пожаров на площади свыше 30 000 га, за сутки возникало до 200 очагов, которые удавалось потушить в 90 % случаев. В этот день в Москве впервые чувствовался запах гари.

### 25 июля
В Московской области по данным МЧС за сутки были зафиксированы 38 торфяных и 25 лесных пожаров на площади 71 га. Также в этот день полностью сгорел посёлок Свеженькая на границе Рязанской области и Республики Мордовия.

### 26 июля
По всей Москве поистине сильный запах гари от торфяников, который до этого посещал юг и юго-восток столицы.

### 29 июля
В Луховицком районе Московской области при верховом пожаре сгорели посёлок Каданок и деревня Моховое.. В деревне Моховое погибли 7 местных жителей и один пожарный, позднее в больницах умерло ещё двое пожарных, получивших тяжёлые ожоги, ещё один человек числился пропавшим без вести. Каданок впоследствии был восстановлен, Моховое восстанавливать не стали.
В Коломенском районе Московской области сгорела центральная авиационно-техническая база морской авиации ВМФ РФ. Впоследствии президент РФ объявил об увольнении нескольких высокопоставленных офицеров ВМФ и вынес предупреждение о неполном служебном соответствии главкому ВМФ.

### 30 июля
По сообщению главы МЧС РФ Сергея Шойгу, в Центральном и Приволжском регионах сгорело 1170 домов и 2178 человек остались без жилья. В тушении пожаров были задействованы 238000 человек и 25000 единиц техники, производилась и планировалась переброска сил из других регионов России в пострадавшие регионы. Премьер-министр Владимир Путин посетил место сгоревшей деревни Верхняя Верея в Нижегородской области, где полностью сгорели даже каменные строения. Он пообещал потерявшим жильё от пожаров по 100 000 рублей на человека из федерального бюджета и по 100 000 — из региональных бюджетов.

### 31 июля

31 июля

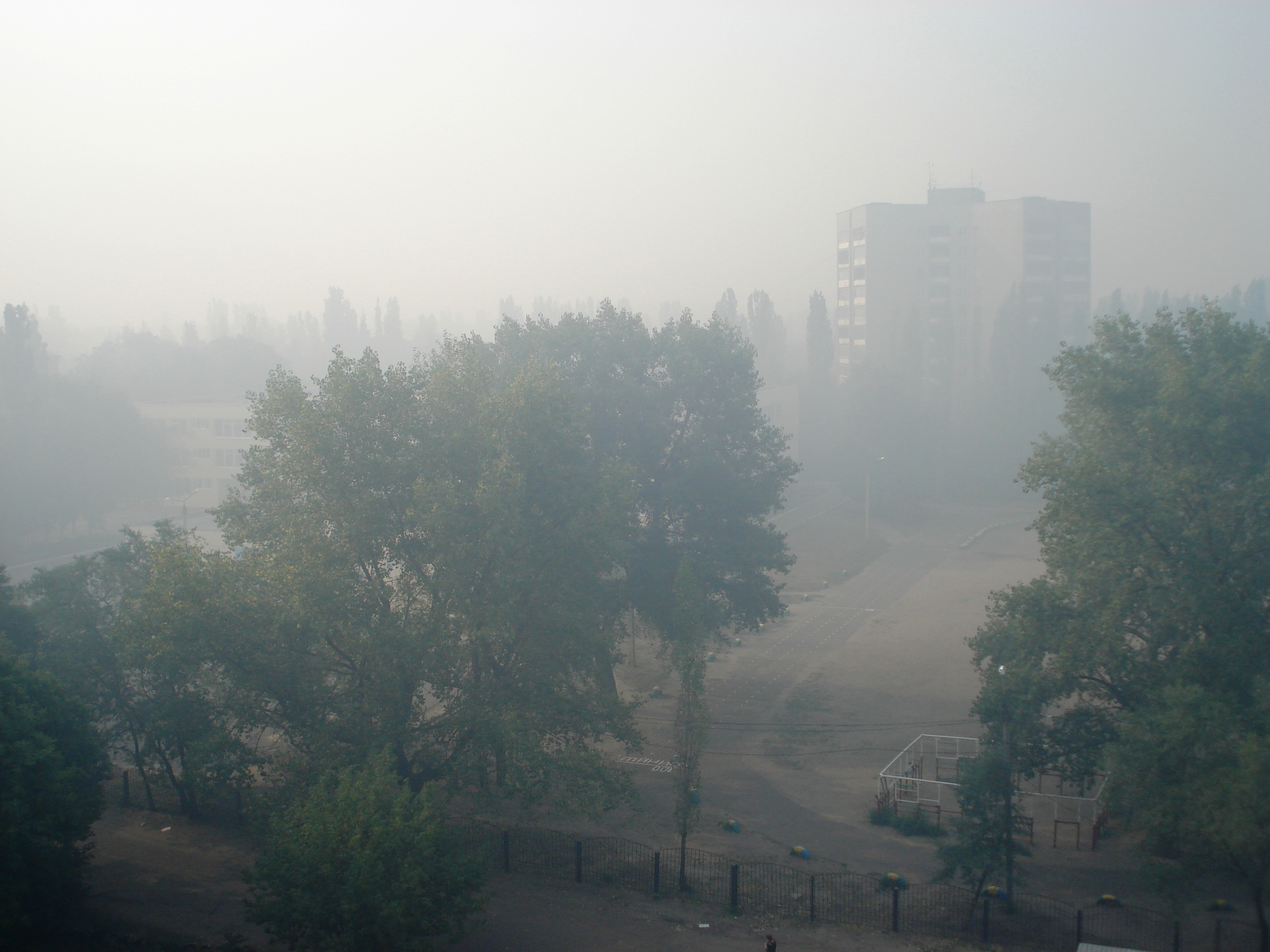
Воронеж 31 июля

Руководитель МЧС России Сергей Шойгу 31 июля 2010 года сообщил, что пожарная ситуация в 17 регионах России, в особенности, во Владимирской и Московской областях, может осложниться. Он утверждал, что в Нижегородской области скорость распространения пожаров составила 100 м/мин., а огненный воздушный поток вырывал деревья с корнем, подобно урагану.
По данным на 31 июля 2010 года, площадь лесных и торфяных пожаров в России составила более чем 120 000 га и увеличилась за сутки на 30 000 га. Был зафиксирован 61 действующий лесной пожар из около 400 очагов возгорания. От пожаров наиболее пострадали Мордовия, Татарстан, Белгородская, Воронежская, Ивановская, Кировская, Московская, Нижегородская, Рязанская, Ульяновская, Владимирская, Липецкая, Тамбовская и Тульская области.

### 1 августа
На 1 августа 2010 года площадь лесных пожаров составляла 114000 га. Сайт центрального регионального центра МЧС России сообщал, что в Московской области были выявлены 130 очагов природных пожаров на площади 880 га, в том числе 67 торфяных пожаров на площади в 178 га.

### 2 августа

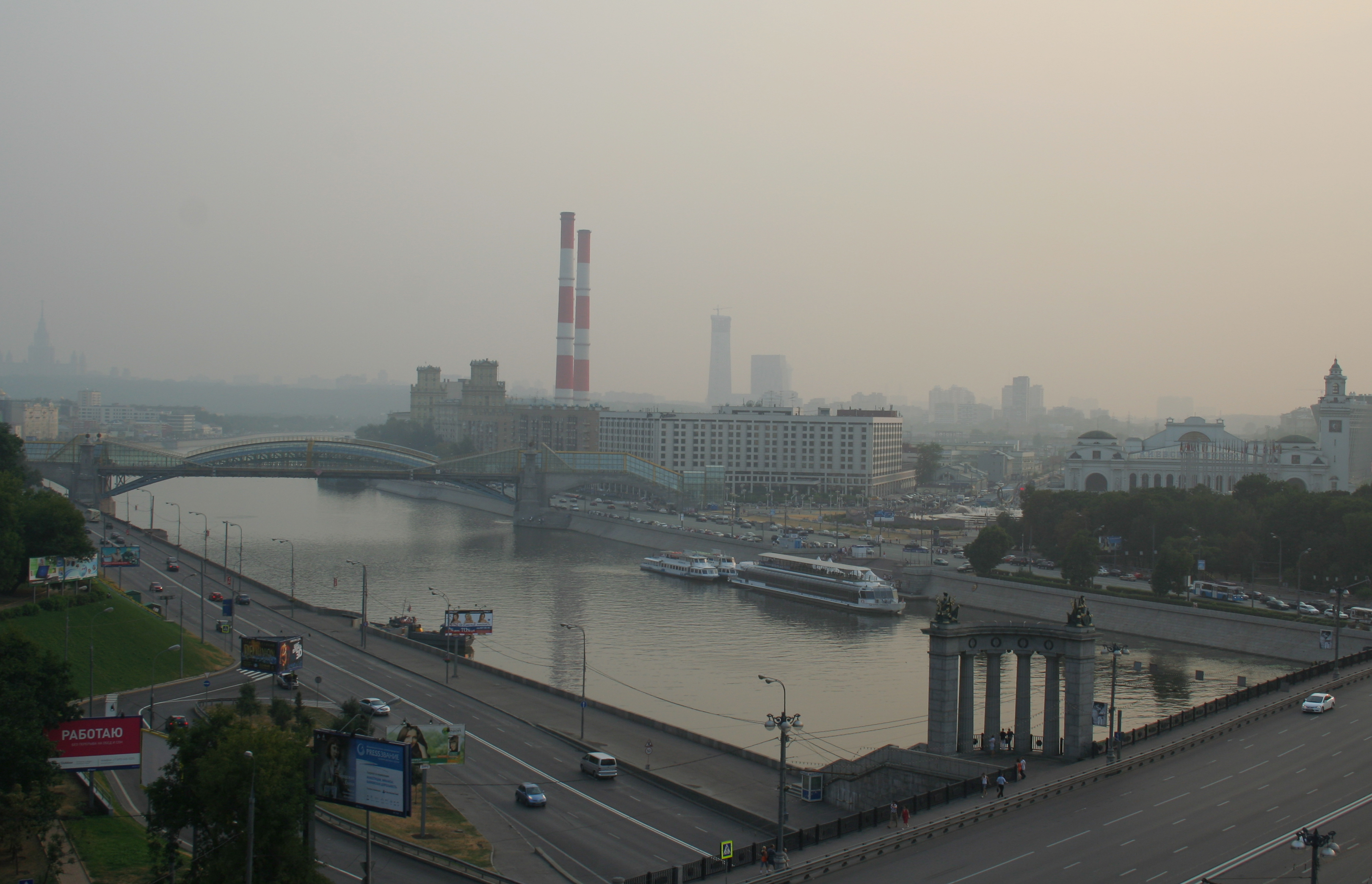
Смог от лесных пожаров над Москвой 3 августа 2010 года, 19:28

По данным на 2 августа 2010, 18:38, в результате пожаров сгорело более 1000 домов в 77 населённых пунктах в 10 субъектах России, погибли 34 человека, примерно 800 человек находятся в пунктах временного размещения. Премьер-министр России В. В. Путин поддержал федеральную целевую программу (ФЦП) по обводнению торфяников в Подмосковье, на которую планируется затратить из федерального бюджета 4 500 000 000 рублей.
Согласно докладу министра регионального развития Виктора Басаргина, убытки от пожаров (на строительство нового жилья и компенсации погорельцам) превысили 6 500 000 000 рублей.
Тогдашний президент России Д. А. Медведев подписал указ о введении чрезвычайной ситуации в семи регионах России: Владимирской, Воронежской, Московской, Нижегородской и Рязанской областях, а также в республиках Мордовия и Марий Эл.
При этом президентом был подписан указ о запрете хозяйственной деятельности и доступа граждан на ряд территорий в семи субъектах России.
По сообщению руководителя национального центра управления в кризисных ситуациях МЧС России Владимира Степанова, по состоянию на 2 августа 2010 года в России выявлено примерно 7000 очагов пожара на площади свыше 500 000 га. Пожарная обстановка сложилась в 14 регионах России, на 2 августа 2010 года сообщается о гибели 34 человек.
В Москве по состоянию на понедельник 2 августа 2010 года все районы окутаны дымом с понижением видимости на дорогах, ощущается запах гари от торфяников.
В Московском метро был введён избавляющий от запаха гари режим работы системы вентиляции.
На понедельник 2 августа 2010 года намечено совещание премьер-министра России В. В. Путина и губернаторов Воронежской, Новгородской, Самарской, Московской, Рязанской, Владимирской областей, а также главы Мордовии.

### 4 августа
Вертолёты МЧС Азербайджана вылетели в Россию для содействия в тушении пожаров. Вертолёты марки Ми-17 и Ка-32А с четырьмя личными составами на борту направились в Воронеж, Рязань и Липецк. По словам начальника авиационной группы МЧС Азербайджана Ашрафа Гасымова, азербайджанские вертолёты будут работать в России в течение двух недель, но в случае необходимости МЧС Азербайджана готово продлить сроки работы в России и увеличить как количество техники, так и личного состава.

### 5 августа
По данным МЧС РФ, в России было зафиксировано 843 очага пожаров, в том числе 47 торфяных. Количество крупных пожаров составило 73. Пожары вплотную подошли к городу Сарову, где расположен всероссийский ядерный центр.

### 6 августа

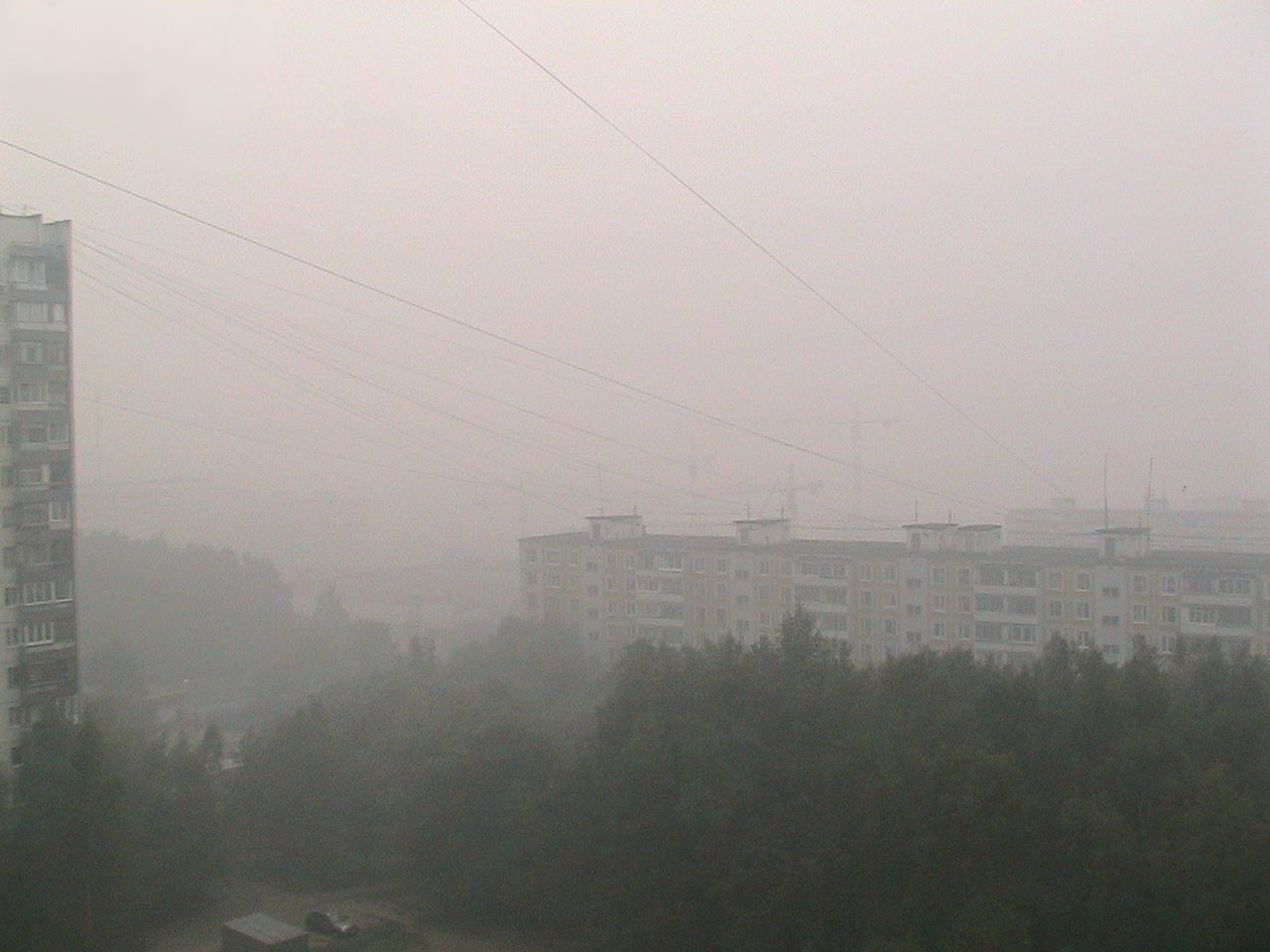
Смог в Москве. Ясенево, 6 августа, 12 ч 55 мин

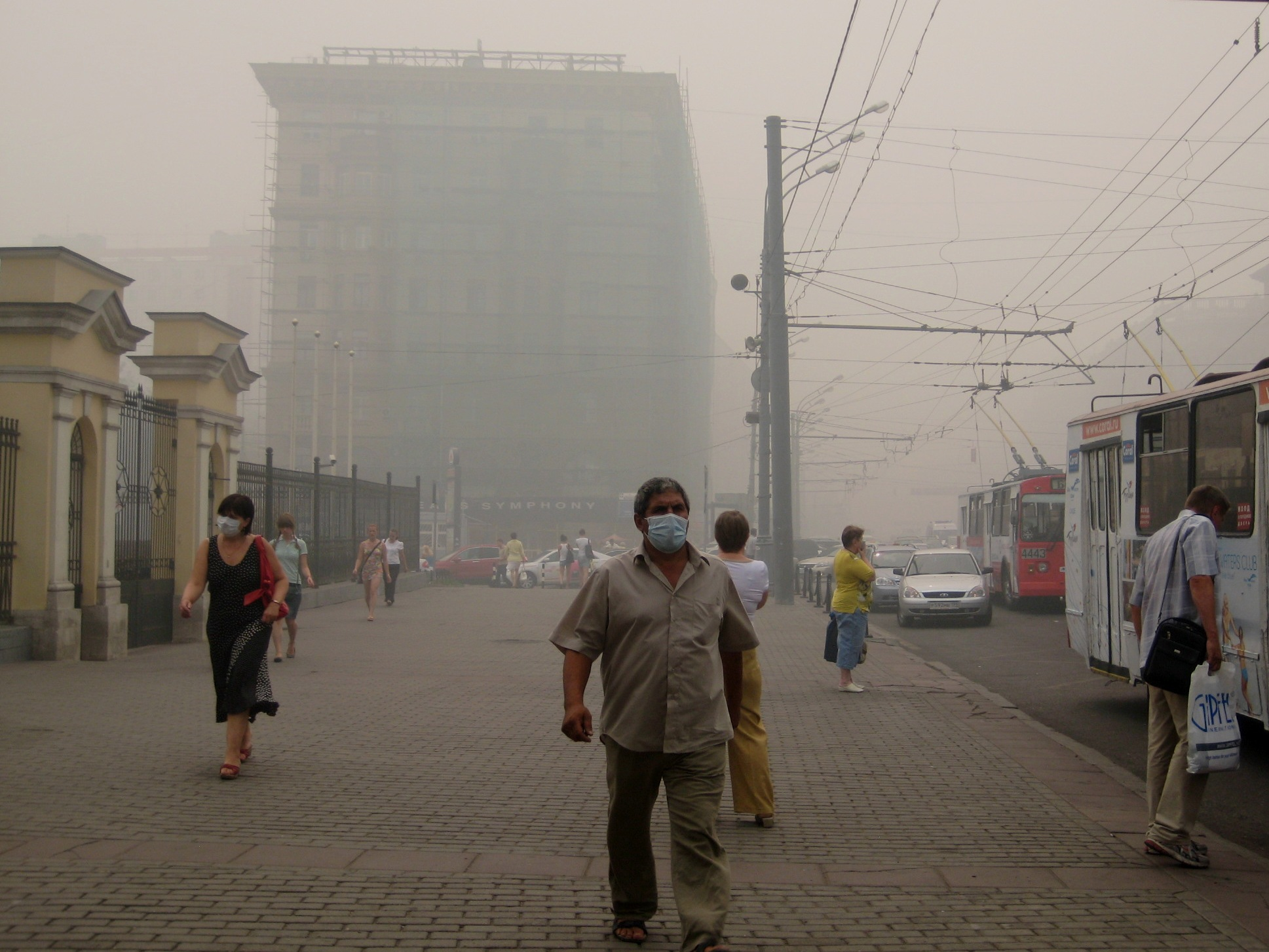
Смог от лесных пожаров на Садовом кольце в центре Москвы (метро Курская, напротив торгового центра «Атриум»). 6 августа 2010 года в 13:49

По данным МЧС РФ, в России зарегистрирован 831 очаг пожаров, в их числе 42 торфяных. Число крупных пожаров составило 80 на площади в 150 800 га.
По данным государственного природоохранного учреждения «мосэкомониторинг», в Москве в первой половине дня максимальная концентрация угарного газа в воздухе превышает допустимую норму в 3,6 раз, содержание взвешенных частиц — в 2,8 раза, специфических углеводородов — в 1,5 раза. Представитель этой организации назвал наиболее опасными для здоровья взвешенные частицы размером в 10 мкм, которые, по его словам, не выводятся из организма и оказывают негативное влияние на здоровье и продолжительность жизни. Для защиты рекомендуются влажные восьмислойные марлевые повязки.
В первой половине дня московские аэропорты «Домодедово» и «Внуково» не смогли принять более 40 и отправить около 20 самолётов из-за сильного задымления воздуха. По состоянию на 10 часов утра, видимость в «Домодедово» составляла 350 м, во Внуково — 300 м. По сообщению росавиации, аэропорты «Шереметьево» работают в обычном режиме благодаря видимости 800 м.

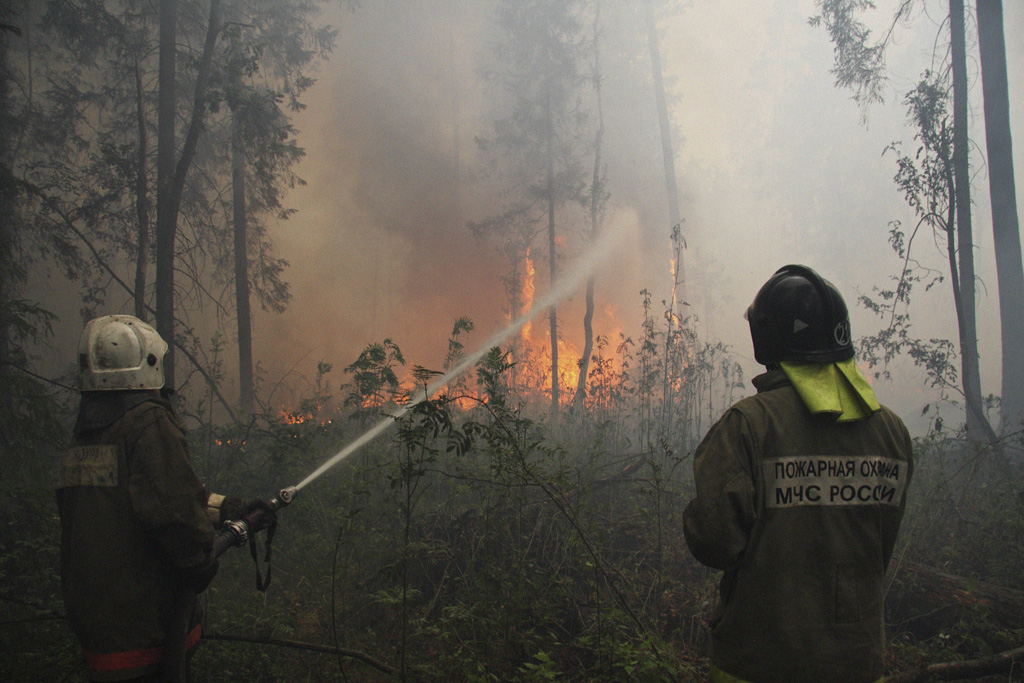
Тушение лесного пожара в Орехово-Зуевском районе 6 августа 2010 года

Согласно спектрометрическим данным, поступившим со спутников НАСА «Терра» и «Аква», дым от пожаров в отдельных местах поднялся до высоты порядка 12 км и попал в стратосферу, что обычно происходит только при извержении вулканов.
На границе Рязанской и Нижегородской областей в десяти километрах восточней Елатьмы и в 30 км к югу от знаменитой Вереи, при горении крупного массива лесов наблюдались облака-пирокумулюсы, вызываемые мощными потоками горячего воздуха и обычно сопровождающие извержение вулканов.

### 8 августа
Дым от лесных пожаров в Новгородской области достиг Санкт-Петербурга.

### 11 августа
Во второй половине дня полностью выгорел посёлок Вижай, Ивдельского района, Свердловской области. Сгорело 20 домов, 26 жителей посёлка эвакуировались. Жертв и пострадавших нет. Принято решение посёлок не восстанавливать, погорельцам предоставить жильё в городе Ивделе и выплатить компенсации в размере 110 000 рублей..

### 15 августа

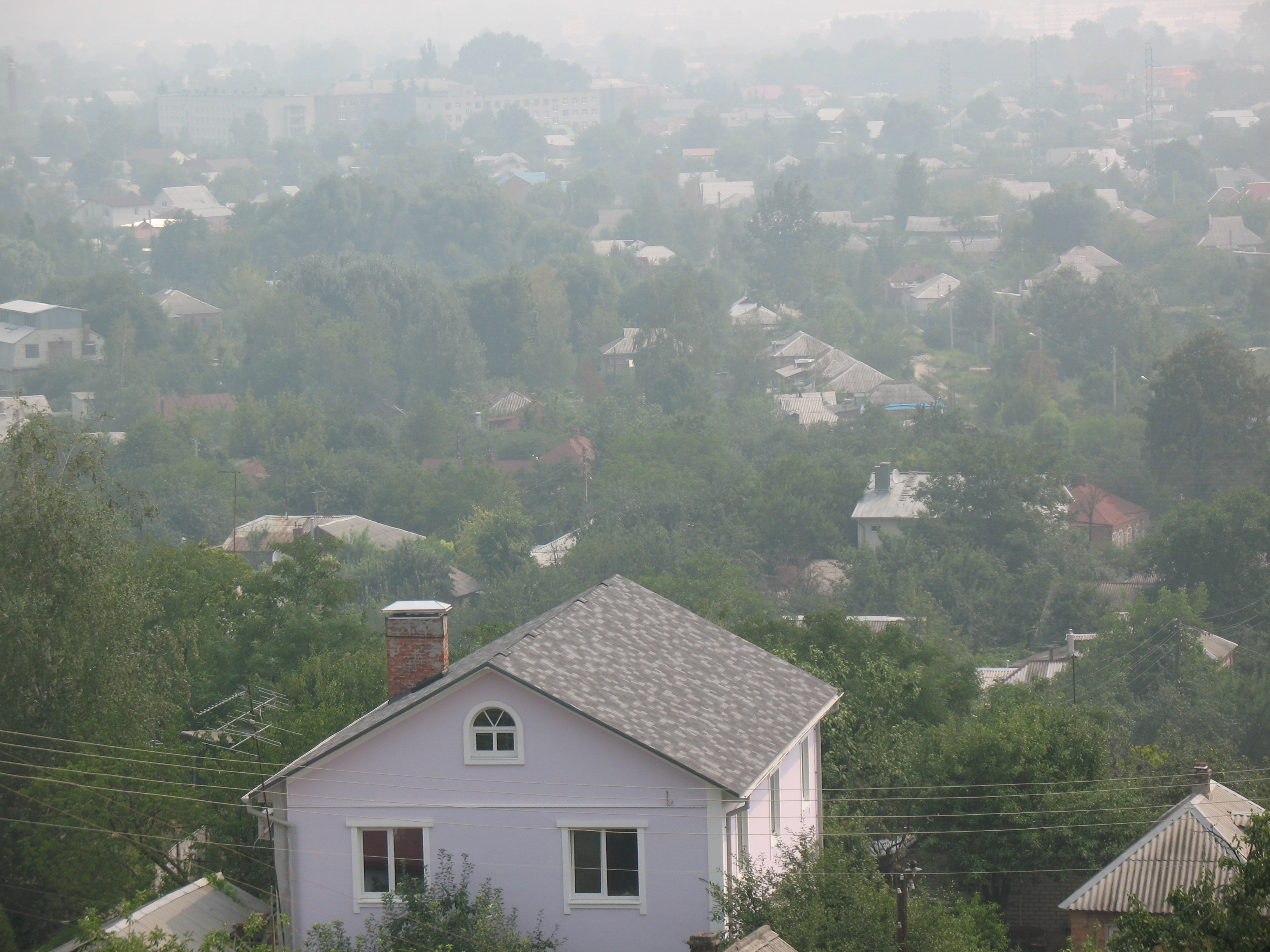
Смог над Харьковом 14 августа от лесных пожаров в центральных областях России

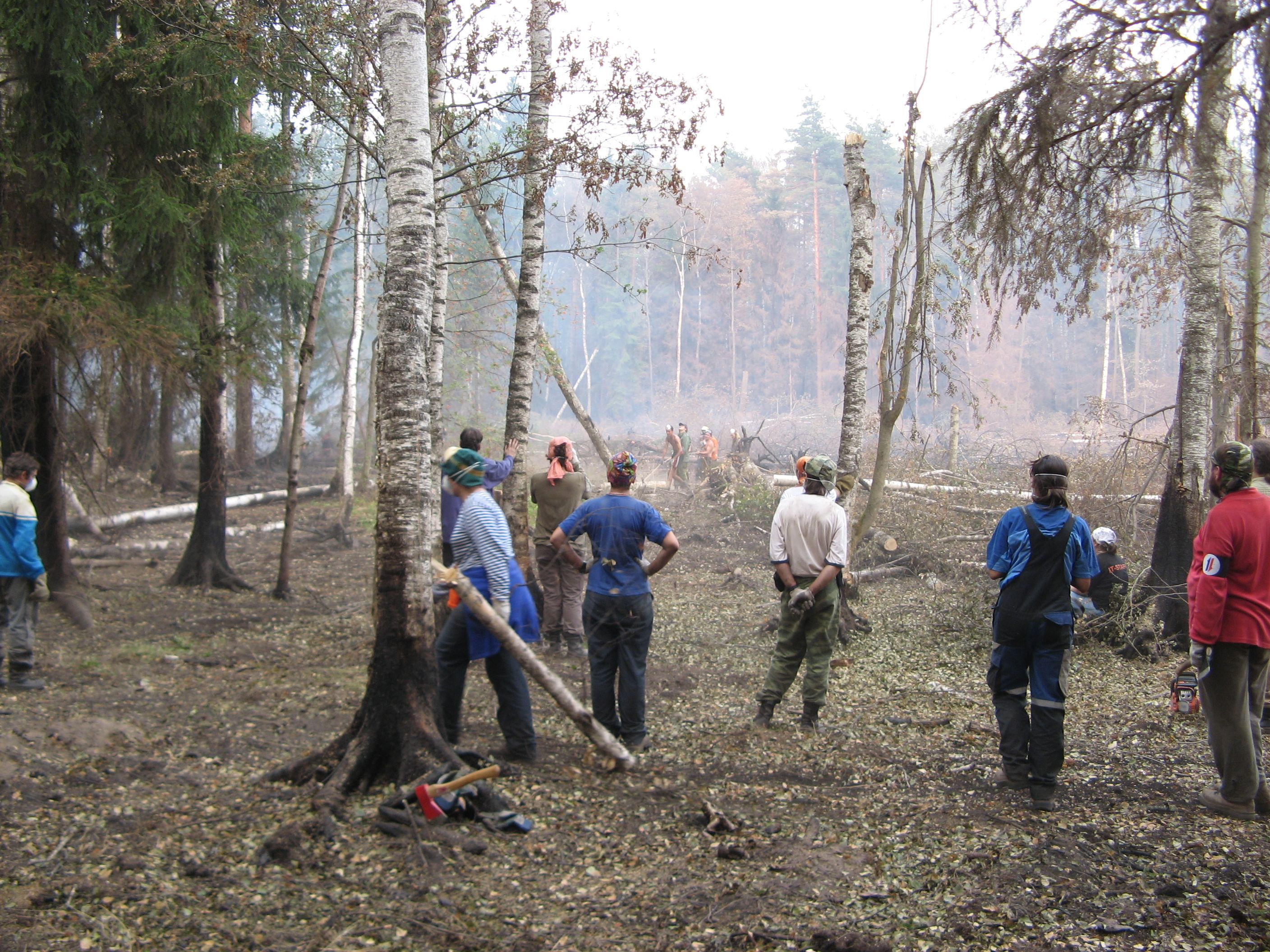
Добровольцы в районе города Рошаль (Шатурский район Московской области) пилят горелый лес, разбирают завалы, тушат мелкие очаги

Нижний Новгород окутало задымлением, из-за которого снизилась видимость на дорогах и приостановлена работа аэропорта. Причиной задымления стал встречный пал, который применили пожарные для борьбы с огнём. Пониженное давление способствует нахождению дыма в нижних слоях атмосферы. Пожар удалось локализовать.

### Начало сентября
В начале сентября обширный балканский циклон, центр которого находился над Украиной, косвенно осуществил масштабный вынос раскалённого воздуха из Средней Азии. Температура моментально взлетела до 40 °C, а ветер повысился до 28 м/с.
Больше всех пострадали северные районы Волгоградской области. По данным МЧС России, пожар бушевал в 7 районах — Ольховском, Котовском, Среднеахтубинском, Жирновском, Даниловском, Руднянском, Камышинском. На территории этих районов проживает около 50 000 человек, находится 7376 домов.
По данным на утро 3 сентября 2010 года огонь продвинулся через Лапшинскую, где сгорело 92 жилых дома, пострадало 12 человек и 1 человек погиб. Эвакуировано 217 человек; посёлок Корыстино (сгорело 5 строений, жилых домов нет. Эвакуация не проводилась); город Котово (сгорело 4 строения, жилых домов нет. Эвакуация не проводилась); село Фомёнково (сгорело 47 строений, в том числе 1 фельдшерско-акушерский пункт, и 43 жилых дома. 86 человек размещены у родственников); посёлок Сосновка (сгорело 5 строений, в том числе 3 жилых дома. 7 человек размещены у родственников); посёлок Тетеревятка (сгорело 13 жилых домов. 10 человек размещены у родственников); посёлок Александровка (сгорело 152 строения, в том числе 1 детский сад, 1 клуб, 98 жилых домов. Эвакуировано 229 человек); посёлок Велички (сгорело 12 строений, в том числе 1 жилой дом. Погиб 1 человек. 5 человек размещены у родственников); село Русская Бундевка (сгорело 80 строений, в том числе 40 жилых домов, 120 человек размещены у родственников), село Осички (сгорело 70 жилых домов, 180 человек размещены у родственников), село Лопуховка (сгорело 2 строения, жилых домов нет), Посёлок Дворянское (сгорело 15 жилых домов. 110 человек размещены у родственников). Посёлок Усть-Грязнуха (сгорело 5 жилых домов. 10 человек размещены у родственников). Посёлок Верхняя Грязнуха (сгорело несколько строений, но пожар удалось отбить). В сёлах Умёт и Гусёлка пожар удалось отбить путём вспахивания земель вокруг поселений.
Итого, сгорело 502 строения, из них 380 жилых домов, в том числе 1 фельдшерско-акушерский пункт, 1 детский сад, 1 клуб. Пострадало 12 человек, в том числе 2 человека погибло.
Несколько менее масштабными бедствия выдались в Саратовской области: пострадали село Синенькие, Вишнёвое. Из-за высокой температуры и сильнейшего ветра под угрозой оказались многие регионы, включая Калмыкию, Астраханскую область, Татарстан, Башкортостан.
Спустя некоторое время, 8 сентября крупные лесные пожары охватили юг Алтайского края, близ границы с Казахстаном. В результате сгорело село Николаевка, в котором было 433 дома.
Пожары продвинулись с территории Казахстана, где их никто не тушил. Чтобы потушить лесные пожары в регионе, МЧС России направило запрос Казахстану о разрешении на допуск пожарной авиации для тушения пожара на его территории.

### Вторая половина сентября
20 сентября пожары вспыхнули в лесах Ульяновской области. Огонь продвигался к населённым пунктам.
В Нижегородской области, несмотря на информацию официальных источников о 100 % ликвидации пожаров в последние дни сентября на автодороге М7 «Волга» Москва — Нижний Новгород в 10—30 км от Нижнего Новгорода в сторону Москвы, присутствовало устойчивое задымление, видимость была в пределах 100 метров на протяжении 2—3 км, и 300—500 м на протяжении ещё 4—5 км.

## Последствия
По состоянию на 7 августа 2010 зафиксирована гибель 53 человек, уничтожение более 1200 домов. Площадь пожаров составила более чем 500 тысяч га. Более всего пострадали Рязанская, Воронежская области и Мордовия. Из опасных районов в городе Тольятти и Нижегородской области производилась эвакуация жителей.
По словам мининистра транспорта РФ Игоря Левитина, смог и плохие метеоусловия, возникшие из-за пожаров, показали недостаточную квалификацию пилотов многих российских авиакомпаний и плохую техническую оснащённость авиапарка.
По официальным данным Министерства регионального развития РФ, на 6 августа 2010 года, лесными пожарами были полностью или частично уничтожены 127 населённых пунктов.

### Задымление городов
Москва в течение недели была заполнена едким дымом от горящих торфяников. В связи с задымлением посольства Германии, Австрии, Польши и Канады эвакуировали часть персонала из Москвы.
Несколько дней дым подмосковных пожаров закрывал южные окраины Санкт-Петербурга. Центр города смогу подвержен не был.
Сильному задымлению подверглись Нижний Новгород, Тула, Рязань, Воронеж, Саратов, Тамбов, Тверь, Липецк,Тольятти, Владимир, Омск, Чебоксары, Новочебоксарск, Казань и города восточного Подмосковья.

### Рост числа заболеваний и смертности в Москве
По данным главы Департамента здравоохранения Москвы Андрея Сельцовского на 9 августа 2010, смертность в Москве достигла уровня примерно 700 человек в день, тогда как в обычные дни она составляет 360—380 человек в день. Вызовы «скорой помощи» увеличились до 10 тысяч в день (в обычные дни — 7,5—8 тысяч). Общее число госпитализаций увеличилось на 10 %, госпитализаций детей — на 17 %. Основные поводы обращений — сердечно-сосудистые патологии, бронхиальная астма, гипертоническая болезнь, проблемы с лёгкими. При этом число инсультов выросло незначительно, а число инфарктов сократилось. В больницах были запрещены плановые хирургические операции, и производились только экстренные. По сведениям первого заместителя мэра Владимира Ресина, в больницах введён круглосуточный режим работы без выходных дней. Число обращений к врачам увеличилось на 20 %. Министерство здравоохранения и социального развития было вынуждено признать, что с января по сентябрь 2010 года в России умерло значительно больше людей, чем за этот же период в предыдущие годы, и что виной тому аномальная жара. По официальным данным Правительства, за июль—август 2010 года смертность по стране от аномальной жары составила 55 800 человек, что почти в 4 раза больше, чем за 10 лет войны в Афганистане.

## Критика властей
Действия властей вызвали волну критики по нескольким причинам, основными среди которых являлись неподготовленность на местах, неадекватные действия властей и преуменьшение реальной тяжести положения.
Недавно проведённые реформы привели к сокращению численности и полномочий ГПС. С другой стороны, преобразование Лесного Кодекса способствовало запущению территории и снижению готовности к пожарам.. При этом в 2002 году уже пришлось констатировать необходимость подвести воду и повысить готовность.
Мэр Москвы Юрий Лужков сначала не стал прерывать отпуск в связи с напряжённой обстановкой в городе. 6 августа пресс-секретарь мэра С. Цой дал в этой связи комментарий, вызвавший волну критики. В частности, он сказал: «А какие проблемы? У нас что, в Москве, чрезвычайная ситуация, кризисная ситуация, у нас в чём проблема в Москве?», — а также что смог — «проблема не Москвы». Два дня спустя Ю. Лужков вернулся из отпуска.

## Общественный резонанс
Эмблематичным стало «письмо про рынду» — обращение блогера top_lap к премьер-министру РФ В. Путину с рассказом о запущенности ситуации в окрестностях его деревни, и требованием вернуть туда рынду и обеспечить пожарный пруд, нежели допускать дальнейшую деградацию под видом «прогресса» (установленный, но неподключённый телефон и пр.) После опубликования данной записи на сайте радиостанции «Эхо Москвы» от В. Путина был получен ответ, содержащий согласие с претензиями, сетование на тяжесть бедствия и веру в счастливый исход.
В мае 2011 года сгоревшее во время пожаров село Верхняя Верея посетил лидер партии «Яблоко» С. Митрохин, который разместил у себя в блоге и на партийном сайте фотографии «восстановленного» после пожара под контролем В. В. Путина села. В ходе нового строительства не была проложена дренажная система, в результате чего дороги оказались размыты, а подвалы домов затоплены. У многих домов протекает крыша, нет отопления в тамбурах и туалетах, отсутствует канализация. При этом Путин, посещая Верхнюю Верею в ноябре 2010 года, заявил, что канализация в восстановленном селе проложена.

## Скандал с фальсификациями тушения лесных пожаров
2 августа 2010 г. на сайте партии «Единая Россия» был выложен материал о том, как воронежские члены партии помогают погорельцам, и говорилось о намерении добровольцев-единоросов принять участие в тушении пожаров. К статье была приложена фотография, по которой можно было сделать вывод, что партийные добровольцы уже тушат лесные пожары. Однако некоторые блогеры выяснили, что фотография датируется 2008 годом, а дым на ней был нарисован с помощью графического редактора. Скандальная фотография была убрана с сайта, но на этом дело не закончилось.
6 августа на сайте движения «Молодая гвардия Единой России» появился репортаж под названием «Воронежские молодогвардейцы помогли ликвидировать пожар», который был продублирован в ряде СМИ. На приложенных к репортажу фотографиях молодые люди в чистых белых футболках с символикой «Единой России» и «Молодой гвардии» ходят по сгоревшему лесу и в лучшем случае ликвидируют остающиеся тлеющие очаги. Аналогично этому случаю появилось ещё несколько пропагандистских фотографий, на которых ясно была видна символика, но не было понятно — реальная ли это борьба с пожарами или постановочная съёмка.
10 августа 2010 года команда центрального штаба движения «Молодая гвардия Единой России» во главе с руководителем штаба сенатором от Челябинской области Русланом Гаттаровым и его заместителем Владимиром Бурматовым выехали под Рязань тушить лесные пожары, а по окончании поездки представили доказательства — фотографии, опубликованные первоначально в твиттере Бурматова. Информацию о своём участии вместе с соратниками из «Молодой Гвардии» Гаттаров и Бурматов разместили как в своих блогах, так и на сайтах «Молодой Гвардии» и «Единой России». Однако и в этот раз блогеры нашли множество несоответствий: тушение в районе, далёком от фактических возгораний в этот период времени, удивительно чистые лопаты и одежда, отсутствие дыма, постановочные кадры и десятки сообщений в твиттер Бурматова во время борьбы с огнём..

## Поджоги
В 2010 году Следственный комитет РФ возбудил несколько уголовных дел по факту умышленных поджогов. Утверждалось, что поджоги совершались для устранения следов незаконной вырубки леса.
В мае 2011 глава Федерального агентства лесного хозяйства В. Н. Масляков высказал мнение, что сильнейшие пожары на больших площадях могут объясняться преступным умыслом: «Есть серьёзные подозрения, что поджоги делались преднамеренно. Особенно весной, когда огонь проходящий, низовой. При этом дерево сильно не повреждается, но пожар может быть причиной назначения санитарных рубок. Такие поджоги совершаются в основном там, где есть качественный древостой, и у дорог, чтобы было меньше хлопот с вывозом [леса]».

## Помощь в ликвидации последствий

### Сообщества добровольцев
В интернете существовали и были открыты сайты и блоги для координации действий добровольцев..
Организован Штаб по предупреждению и ликвидации лесных пожаров. Общественные организации производили сбор и доставку гуманитарной помощи пострадавшим от пожаров

### УчастиеРусской Православной Церкви
1 августа Патриарх Кирилл обратился с призывом молиться о дожде и посильно участвовать в преодолении последствий стихийного бедствия.
Уже 31 июля Синодальный отдел по церковной благотворительности и социальному служению начал сбор гуманитарной помощи и её отправку в регионы, наиболее пострадавшие от огня. В течение первых 2-х недель около 500 человек в день приносили помощь, около 170 — оставались, чтобы помочь сортировать и грузить её. Всего за 2 недели принесли вещи около 7000 человек, около 2000 человек участвовали в сортировке и отправке.
На утро 15.08.10 Синодальным отделом по церковной благотворительности было отправлено с грузом помощи 208 машин (более 220 тонн гуманитарной помощи).
К 9 сентября сумма собранных всей Церковью пожертвований для погорельцев составила более 110 млн рублей. Эти средства пойдут на оказание адресной помощи пострадавшим.

### Международная помощь в борьбе с пожарами
Помощь России в тушении пожаров предложили Сербия, Италия, Украина, Республика Беларусь, Армения, Казахстан, Азербайджан (вертолёты — Ми-17 и Ка-32A), Болгария, Польша, Литва, Иран, Эстония, Узбекистан, Венесуэла, Франция, Германия, США, Латвия, Турция, Финляндия.
В тушении лесных пожаров в Рязанской области в августе 2010 года огромную помощь оказали: отряд пожарных из Белоруссии, пожарные вертолёты из Азербайджана и Турции, отряд пожарных из Польши.